# Torre dell'olio
La Torre dell'olio è un'antica torre di origine duecentesca che si trova nel centro storico di Spoleto; è inglobata dentro Palazzo Vigili, in prossimità della Porta Fuga. Apparteneva alla vaita Grifonesca. Con un'altezza di 45,50 metri, è la torre più alta della città. È interamente di proprietà privata, divisa tra 5-6 proprietari. Non è visitabile.

## Storia
Probabilmente è una delle "centum turres", presenti a Spoleto ai tempi del Barbarossa che nel 1155 scriveva: 
(Da una lettera di Barbarossa a Ottone di Frisinga)
Alcune sono state nei secoli demolite; altre, anche se mozzate, si possono ancora riconoscere in vari luoghi della città; altre ancora sono poco riconoscibili perché inglobate nei palazzi. La Torre dell'olio è la meglio conservata; il suo aspetto attuale risale probabilmente al XIII secolo. Dirimpetto si trova un'altra torre alta circa 22 metri, detta Torre mozza, un tempo annessa all'ex convento di San Salvatore Minore, divenuto nel 1621 il Conservatorio dello Spirito Santo, per volontà del vescovo Lorenzo Castrucci; anch'essa è inglobata in un palazzo privato.

### La fuga di Annibale: storia o leggenda
L'epiteto dell'olio venne coniato nel Medioevo quando era costume versare olio bollente dalle alte torri a scopo difensivo. La denominazione Torre dell'olio probabilmente risale al secolo XVI e si riferisce all'evento, o leggenda, che ebbe Annibale protagonista. Si è creduto, e si crede tuttora, che nel 217 a.C. gli spoletini abbiano gettato olio bollente sui cartaginesi che tentavano di invadere la città entrando dalla porta che, successivamente riedificata, venne detta Porta Fuga.
Reduce da una vittoria sui romani al Trasimeno, Annibale sperava di prendere facilmente anche Spoleto e di proseguire senza difficoltà alla conquista di Roma. Ma l'inaspettata e cruenta aggressione spoletina aveva oltremodo indebolito il suo esercito; per guadagnare tempo e rinforzare le truppe, invece di marciare dritto su Roma, dirottò verso il Piceno. La deviazione diede a Fabio Massimo il tempo di organizzare un'adeguata difesa.

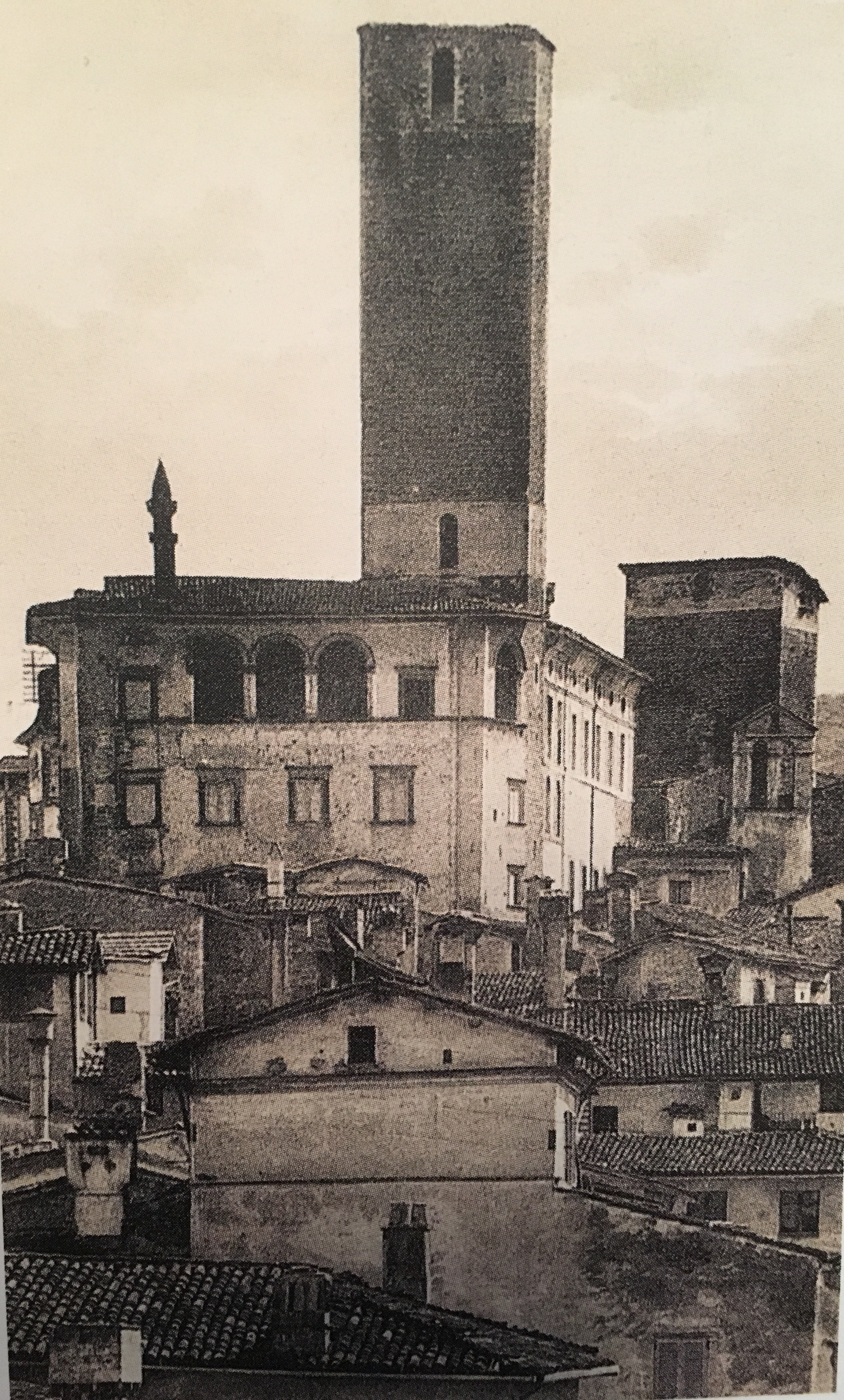
La Torre dell'olio, in fondo la Torre mozza. (foto d'epoca).

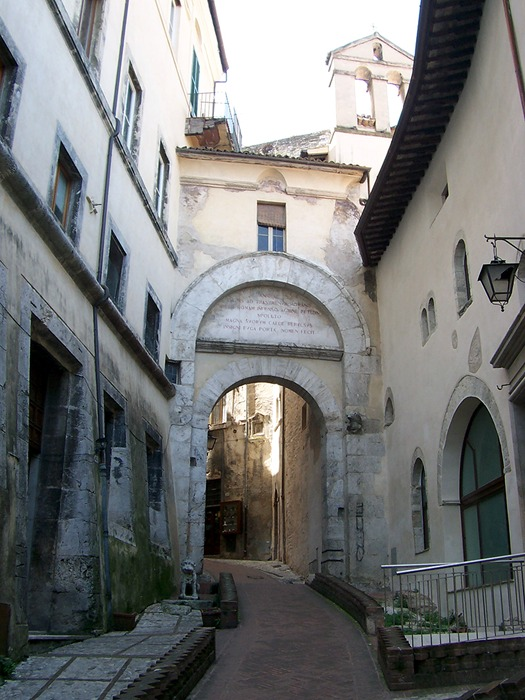
Porta Fuga.

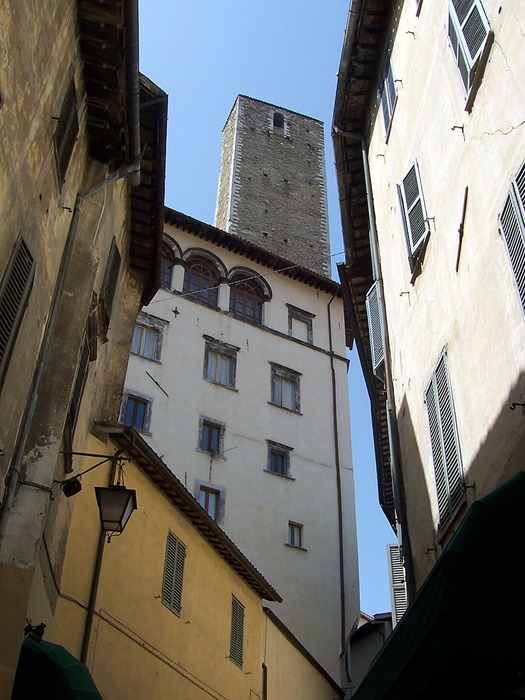
Palazzo Vigili, prospetto quattrocentesco.

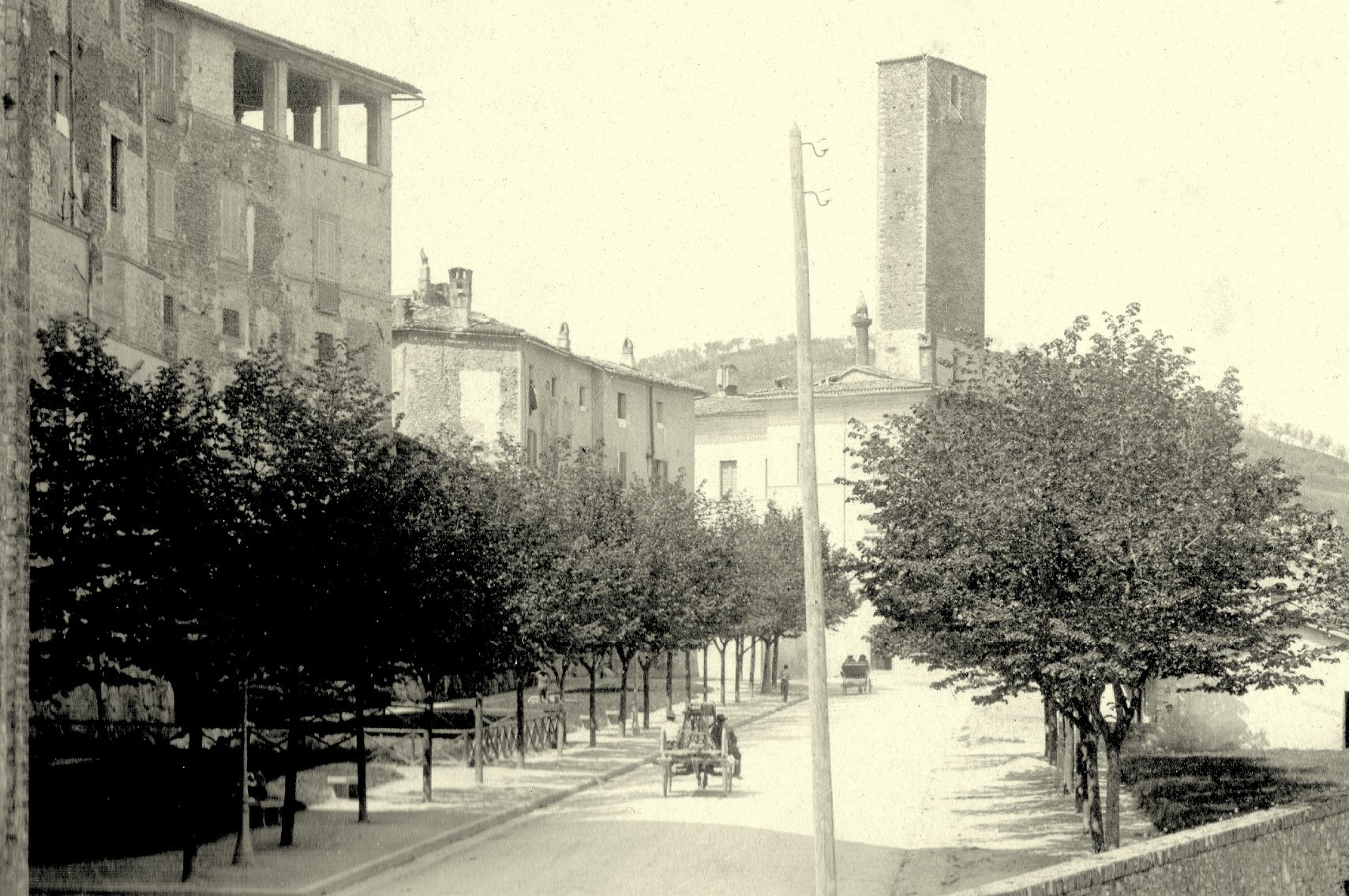
Torre dell'Olio vista da via Cecili, 1912

La narrazione di questo episodio nei secoli ha perso i riferimenti in merito ai tempi e alle persone: mentre le parole dello storico Tito Livio descrivono un avvenimento memorabile ed esaltano il coraggio e la determinazione degli spoletini, gli scritti di Polibio non ne fanno menzione alcuna; questa mancanza ha sollevato più di un dubbio sulla veridicità del fatto. Non hanno avuto alcun dubbio invece altri storici successivi come Plutarco, che ne parlò nella "Vita di Annibale", e secoli dopo Donato Acciaiuoli, Cluverio, Charles Rollin, Dacier, Jules Michelet, Atto Vannucci e Theodor Mommsen.
Anche Carducci ne scrisse nelle Odi barbare: "...sovra loro, nembi di ferro, flutti d'olio ardente, e i canti della vittoria!".
"La fuga di Annibale" è narrata inoltre sul sipario storico, attualmente (maggio 2017) in restauro, del Teatro Nuovo Gian Carlo Menotti dipinto nel 1861 da Francesco Coghetti; nella scena si vedono le possenti mura spoletine che fanno da sfondo a un grandioso scontro di cavalleria, con cavalli al galoppo ed elefanti. (Foto)

## Descrizione
La torre ha pianta rettangolare allungata; le dimensioni esterne sono di metri 3,80 x 7,00 con muri di spessore che varia da 1,70 m alla base, fino a 1,00 m in cima. Fuori terra misura 45,50 metri, rimane inglobata nel palazzo Vigili per circa 27 metri e libera per i restanti 19,00 metri.

È costruita in muratura di ciottoli e pietrame legati con calce, malta e sabbia di fiume, e pietra calcarea.
Sorgeva lungo il tracciato delle mura urbiche. Il basamento è in conci di pietra di 70x80 per un'altezza di circa 8 metri. Internamente il vano è di dimensioni ridotte, diviso da un soffitto a volta che si appoggia lungo i muri più spessi. Lungo la facciata su via Porta Fuga ci sono piccole aperture a sguincio di 20x20 cm di luce, funzionali alla aerazione e al controllo visivo della zona sottostante. Sul lato che guarda a valle, all'altezza del tetto del palazzo che la circonda, si apre un portale ad arco; della stessa forma sono anche i due finestroni in cima.

## Porta fuga o di Annibale
La porta si trova a pochi metri dalla torre. È ad arco a tutto sesto e comprende un'altra porta più piccola ad arco tondo. Venne eretta presso l'antica porta urbica preromana, e poi romana, che probabilmente era protetta da un elemento difensivo affine all'attuale torre, ma più basso. Verso la fine del XII secolo fu riedificata come porta trionfale in omaggio al valore della colonia umbro-romana.
Nel Medioevo era chiamata Fuja, poi Fulia e nel 1242 Porta Furia, in ricordo di un certo Furio che l'avrebbe fatta riedificare dopo le guerre puniche; nel Quattrocento venne anche detta Porta San Gregorio, come l'omonima porta più a valle, in corrispondenza delle mura medievali.
L'origine del nome è quindi incerta, ma una solida tradizione popolare si ispira all'iscrizione latina cinquecentesca, forse dettata da Fabio Vigili, incisa nell'arco sopra la porta: 
Nel 1655 in occasione dell'arrivo in città di Cristina di Svezia fu sopraelevata e decorata con finti tendaggi a baldacchino, abbellimenti che devono essere apparsi piuttosto incongrui con l'austera mole romana. Di essi resta solo qualche traccia.

## Palazzo Vigili
Appartenne alla nobile famiglia Vigili.

Venne costruito in due periodi attorno alla Torre dell'olio che divenne pertanto elemento divisorio fra la parte quattrocentesca del palazzo, protesa sulla strada come uno sporto, e quella cinquecentesca, con un'ala minore arretrata, composta da un massiccio piano terra a scivolo, come i basamenti delle fortezze. Il palazzo si alza su tre piani, eretti successivamente. L'alta facciata quattrocentesca ha finestre rettangolari in pietra e al piano superiore un'ariosa loggia a tre arcate, realizzate in cotto e ornate da capitelli in pietra. 

Il prospetto principale che affaccia su via Cecili è il risultato di un intervento del 1840, quando fu necessario sventrare in parte il palazzo per consentire il passaggio della traversa nazionale interna; il tratto interessato fu denominato via Cecili in onore della nobile famiglia succeduta ai Vigili. Il prospetto secondario è su via Porta Fuga.
Sul tetto è visibile un artistico comignolo del XVI secolo a forma di torre cilindrica in cotto, con cuspide a palla.
Non si conosce il nome dell'architetto, ma la struttura, rigorosa, spoglia e al contempo grandiosa, secondo alcuni autori ricorda le opere umbre e romane di Antonio da Sangallo il Giovane, architetto apprezzato in regione proprio durante gli anni di maggior presenza in città di Fabio Vigili, il più noto esponente della nobile famiglia. Erudito scrittore e poeta latino, dopo aver vissuto per anni con la moglie e con i figli, rimasto vedovo, si dedicò alla vita religiosa fino a essere nominato segretario di papa Paolo III, nonché vescovo di Foligno e poi di Spoleto. Morì nel 1553.
La proprietà nei secoli passò ad altre nobili famiglie: dopo i Vigili vi abitarono i Cecili, poi i Votalarca, i Gavotti e infine i Pompilj.